# Epinephelus bontoides
Epinephelus bontoides és una espècie de peix de la família dels serrànids i de l'ordre dels perciformes.

## Morfologia
Els mascles poden assolir els 30 cm de longitud total.

## Distribució geogràfica
Es troba a Indonèsia, Taiwan, Salomó i Nova Bretanya.